# Acanthoctenus
Acanthoctenus — рід аранеоморфних павуків родини Ctenidae. Містить 13 видів.

## Поширення
Рід поширений в Центральній та Південній Америці.

## Види
- Acanthoctenus alux Arizala, Labarque & Polotow, 2021 — Гватемала
- Acanthoctenus chickeringi Arizala, Labarque & Polotow, 2021 — Панама
- Acanthoctenus dumicola Simon, 1906 — Венесуела
- Acanthoctenus gaujoni Simon, 1906 — Венесуела, Еквадор
- Acanthoctenus kollari (Reimoser, 1939) — Коста-Рика
- Acanthoctenus lamarrei Arizala, Labarque & Polotow, 2021 — Панама
- Acanthoctenus manauara Arizala, Labarque & Polotow, 2021 — Бразилія
- Acanthoctenus plebejus Simon, 1906 — Венесуела, Перу
- Acanthoctenus remotus Chickering, 1960 — Ямайка
- Acanthoctenus spiniger Keyserling, 1877 (type) — Центральна Америка, Венесуела
- Acanthoctenus spinipes Keyserling, 1877 — від Гватемали до Парагваю
- Acanthoctenus torotoro Arizala, Labarque & Polotow, 2021 — Болівія
- Acanthoctenus virginea (Kraus, 1955) — Сальвадор